# Antoine Escalin des Aimars

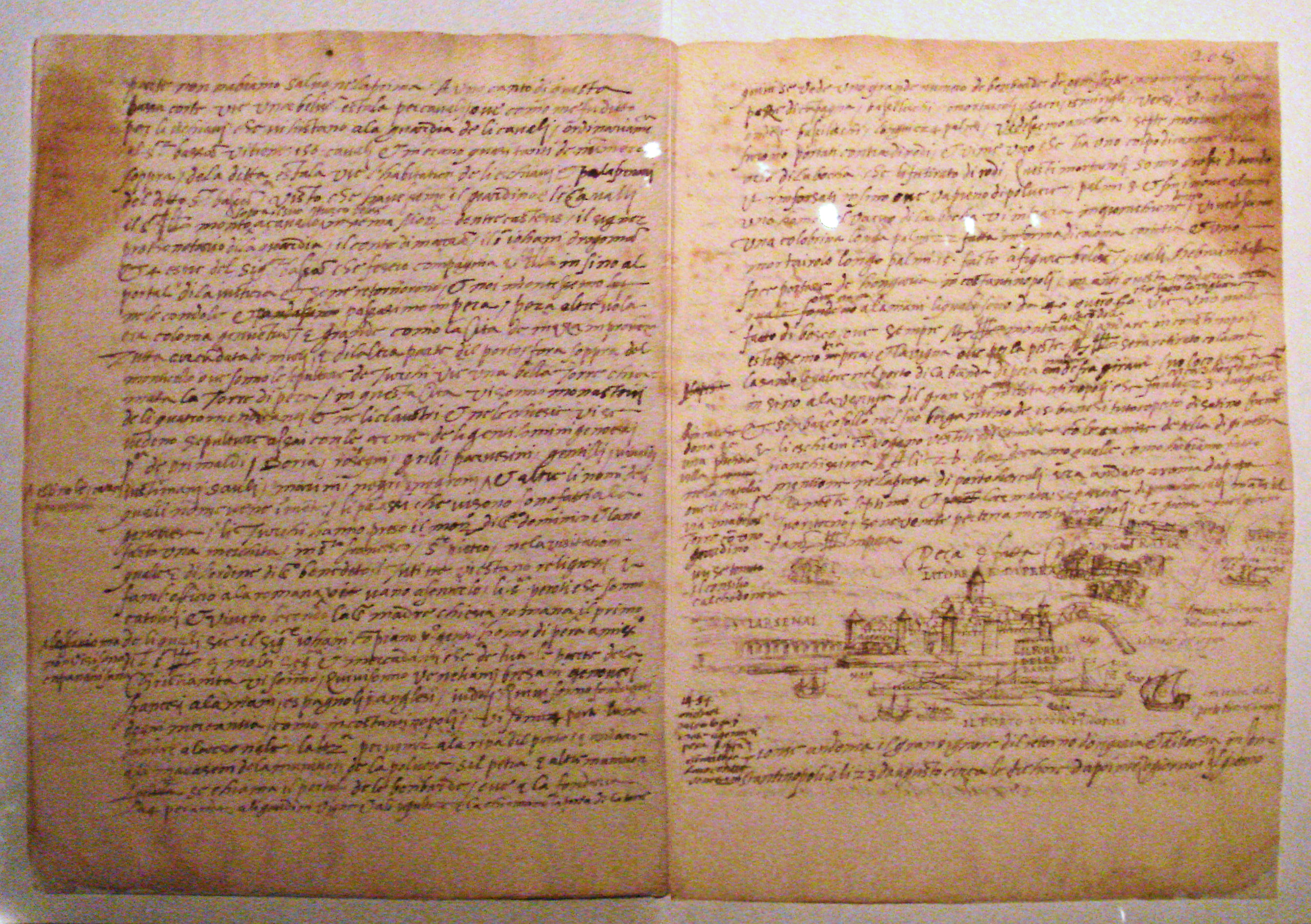
Jerôme Maurand, prete di Antibes, accompagnò Polin e la flotta ottomana, nel 1543-44, e scrisse un resoconto dettagliato in Itinéraire d'Antibes à Constantinonple, 1544.

Antoine Escalin des Aimars, noto anche come Capitano Polin o Capitano Paulin, successivamente Barone de La Garde, (La Garde-Adhémar, 1498 – La Garde-Adhémar, 1578), è stato un ammiraglio e ambasciatore francese, ambasciatore presso l'Impero ottomano dal 1541 al 1547 e Général des Galères ("Generale delle galee") dal 1544.

## Biografia
Polin viene citato da Guillaume du Bellay come un valido ufficiale dell'esercito francese durante le Guerre d'Italia in Piemonte.
Succedette poi all'ambasciatore Antonio Rincon (1538–1541) a Costantinopoli. Agli inizi del 1542, negoziò con successo i dettagli dell'alleanza franco-ottomana per le operazioni connesse alla guerra d'Italia del 1542-1546, con l'Impero ottomano che promise l'invio di 60 000 uomini contro i territori di re Ferdinando di Spagna, oltre a 150 galee contro Carlo V, mentre il Regno di Francia promise di attaccare le Fiandre, razziare le coste della Spagna con una forza navale, e inviare 40 galee per assistere i turchi nelle operazioni in Levante. Polin provò a convincere la Repubblica di Venezia ad unirsi all'alleanza, ma senza ottenere alcun risultato.
L'accordo militare portò all'Assedio di Nizza nel 1543. Nel mese di luglio 1543, Polin navigò, a bordo della flotta ottomana di Barbarossa, verso l'Isola di Sant'Onorato nelle Isole di Lerino a Cannes il 5 luglio 1543, accorgendosi di trovarla poco pronta per l'offensiva sul versante francese. Polin si recò da re Francesco I per ottenere truppe, che portò all'assedio di Nizza nel mese di agosto del 1543. Successivamente sovraintendette allo svernamento della flotta Ottomana a Tolone. 

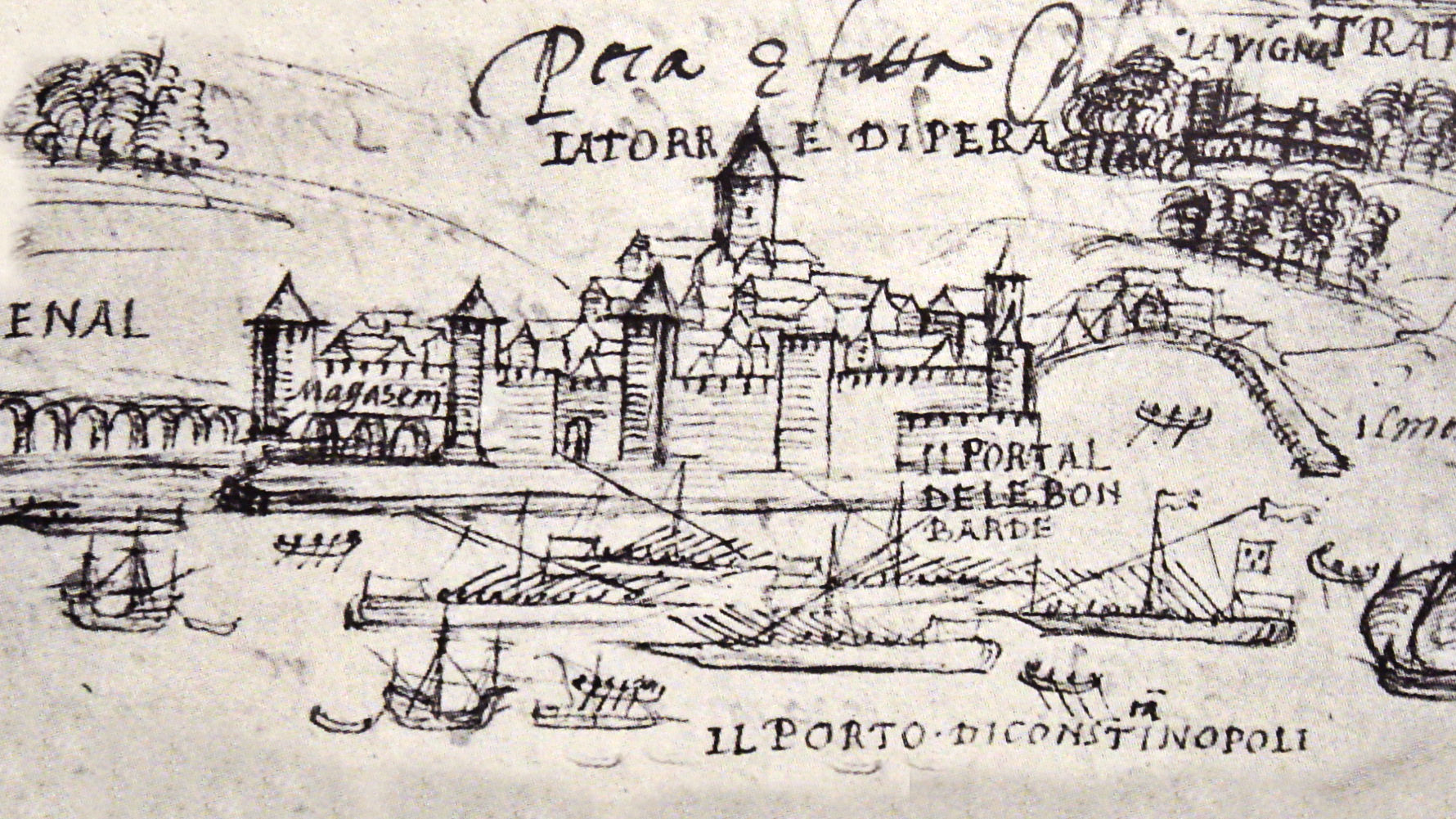
Le cinque galee francesi del Capitano Polin di fronte a Pera a Costantinopoli nell'agosto 1544, disegno di Jerôme Maurand (dettaglio).

Poi, nel 1544, le cinque galee francesi al comando di Polin, tra cui la superba galea Réale, accompagnarono la flotta di Barbarossa, in missione diplomatica a Solimano. La flotta francese accompagnò Barbarossa durante i suoi attacchi sulle coste occidentali d'Italia sulla via per Costantinopoli, assistendo alla devastazione delle città di Porto Ercole, Giglio, Talamona, isola di Lipari nel corso della quale vennero fatti circa 6 000 prigionieri, ma si separarono, in Sicilia dalla flotta di Barbarossa, per continuare da sole verso la capitale ottomana. Jerôme Maurand, un prete di Antibes che accompagnava Polin e la flotta ottomana nel 1544, scrisse un resoconto dettagliato in Itinéraire d'Antibes à Constantinonple. Arrivarono a Costantinopoli il 10 agosto, 1544 per incontrarsi con Solimano e dargli un resoconto della campagna.

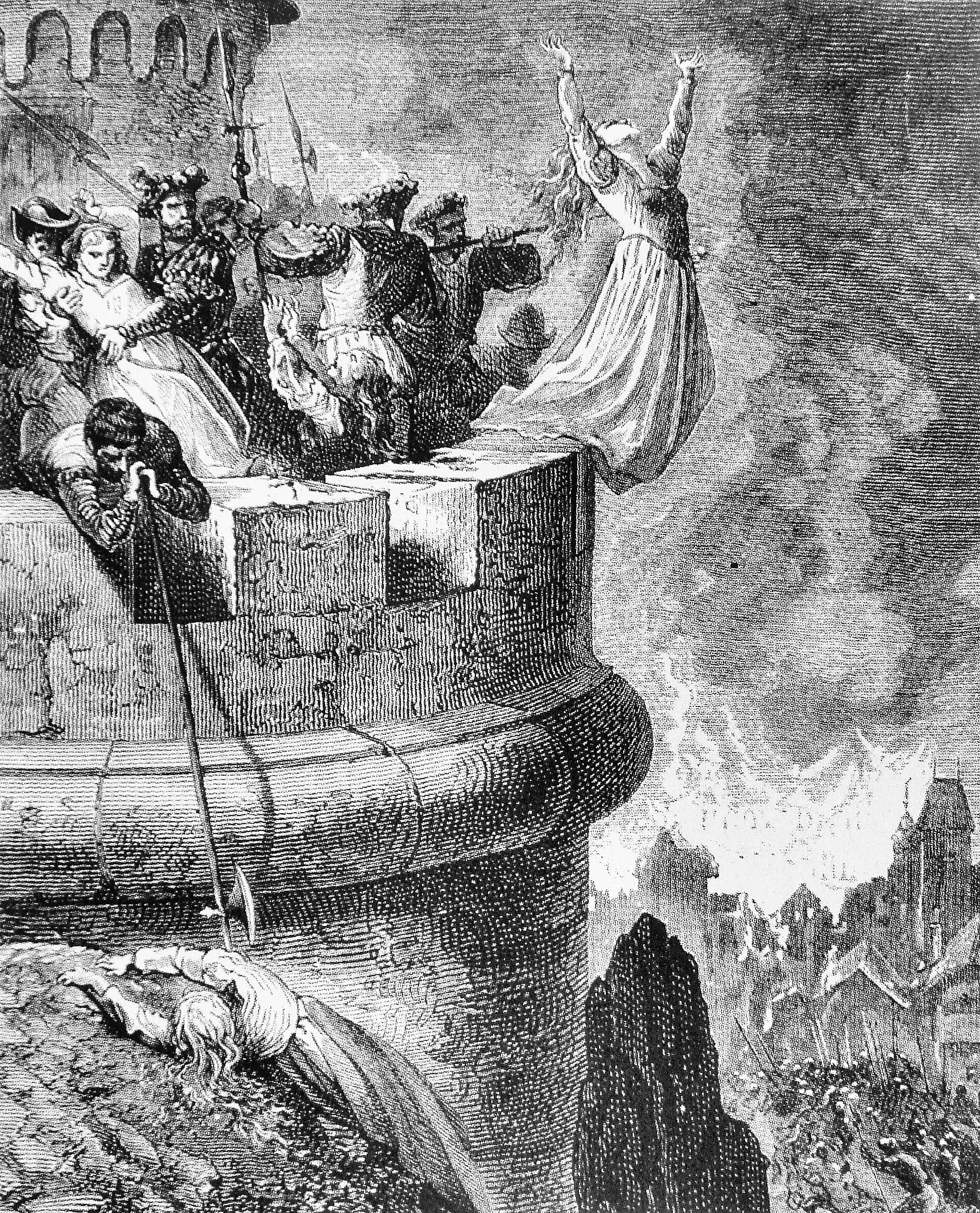
Massacro dei valdesi di Mérindol nel 1545.

Nel 1545, Polin stava andando a combattere contro gli inglesi a Boulogne. Mentre si trovava a Marsiglia venne coinvolto a capo di un massacro di protestanti valdesi.
Fuori dal Piemonte, i valdesi si unirono alle chiese protestanti locali in Boemia, Francia e Germania. Dopo essere usciti dalla clandestinità ed a seguito di rapporti sulla loro sedizione, il re di Francia, Francesco I emise, il 1º gennaio 1545, l'"Arrêt de Mérindol", una crociata armata contro i valdesi di Provenza. I capi del massacro di 1 545 persone furono Jean Maynier d'Oppède, primo presidente del parlamento di Provenza e Antoine Escalin des Aimars che tornava dalle Guerre d'Italia con 2 000 veterani, le Bandes de Piémont. Morti variavano da centinaia a migliaia, a seconda delle stime, e diversi villaggi vennero devastati.

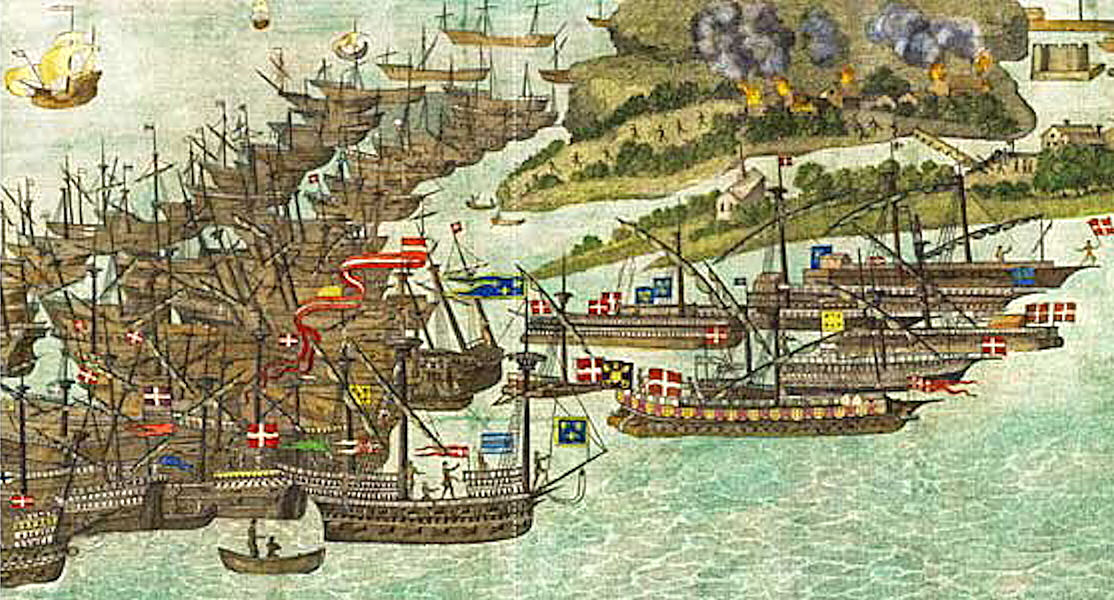
Polin partecipò all'invasione francese dell'isola di Wight nel 1545.

Dopo questi fatti, Polin partecipò all'invasione francese dell'isola di Wight in quello stesso anno.
Nel 1547 gli succedette come ambasciatore presso l'Impero ottomano, Gabriel de Luetz.
Nel 1553, Polin cooperò ancora con la flotta ottomana nel Mediterraneo, in eventi connessi all'Invasione della Corsica (1553).
Nel 1571, fu coinvolto nel conflitto contro gli ugonotti a La Rochelle, come comandante della flotta della Marina francese che stava facendo un blocco della città, insieme a Filippo di Piero Strozzi.